# Maija Vilkkumaa
Maija Vilkkumaa est une chanteuse finlandaise née le 9 novembre 1973 à Helsinki. Elle est une des artistes les plus populaires en Finlande et est une des artistes qui a vendu le plus de disques dans ce pays.[réf. nécessaire]

## Biographie
En 1990 elle a formé un groupe avec ses amis et celui-ci a connu un bon succès commercial. En 1997 elle a commencé sa carrière solo.

## Prix et récompenses
- Prix Emma, 2003, 2005
- Prix Juha-Vainio, 2010